# Hugo Theorell
Hugo Theorell tên đầy đủ là Axel Hugo Theodor Theorell (6.7.1903 – 15..8.1982) là một nhà khoa học Thụy Điển đã đoạt giải Nobel Sinh lý và Y khoa năm 1955.

## Cuộc đời và sự nghiệp
HugoTheorell sinh tạì Linköping, là con của Thure Theorell và Armida Bill. Ông học trường trung học ở Linköping và tốt nghiệp ngày 23.5.1921. Tháng 9 cùng năm, ông vào học y khoa ở Học viện Karolinska. Ông là học trò của Gösta Mittag-Leffler. Năm 1924 ông đậu bằng cử nhân y khoa. Sau đó ông sang nghiên cứu vi khuẩn học 3 tháng ở Viện Pasteur tại Paris dưới sự hướng dẫn của giáo sư Albert Calmette. Năm 1930 ông đậu bằng tiến sĩ y khoa bằng luận án lý thuyết về lipid của huyết tương.
Năm 1932-1936, ông làm giảng nghiệm viên ở Đại học Uppsala. Năm 1937 ông được bổ nhiệm làm giáo sư và lãnh đạo việc nghiên cứu của Viện Nobel (Nobel Institute). Ông cũng là nhà nghiên cứu đầu tiên liên quan tới Viện này được thưởng giải Nobel. Năm 1942 ông được bầu làm hội viên của Viện Hàn lâm Khoa học Hoàng gia Thụy Điển (số 898). Năm 1959 ông làm giáo sư khoa hóa sinh ở Học viện Karolinska. Năm 1970 ông nghỉ hưu và trở thành giáo sư danh dự.
Theorell hiến toàn bộ sự nghiệp của mình cho việc nghiên cứu enzym. Năm 1955 ông đoạt giải Nobel Sinh lý và Y khoa cho công trình phát hiện việc oxy hóa enzym và những hiệu quả của chúng.
Công trình nghiên cứu của ông đã dẫn tới tiến bộ mở đường về các enzym ADH, các enzym làm tan chất cồn ở trong thận. Công trình này đã được khắp thế giới ca ngợi, do đó ông được nhiều trường đại học ở Pháp, Bỉ, Brasil, và Hoa Kỳ thưởng bằng tiến sĩ danh dự.

## Gia đình
Theorell kết hôn với Margit Alenius - một nghệ sĩ piano. Họ có ba người con Töres Theorell, Klas Theorell và Henning Theorell.